# Самарин, Дмитрий Владимирович
Дмитрий Владимирович Самарин (род. 4 октября 1984, Электросталь, Московская область) — российский хоккеист, защитник, тренер.

## Биография
Воспитанник электростальского хоккея, тренер Равиль Исхаков. Выступал за команды «Элемаш-2» (2000/01 — 2002/03), «Элемаш» / «Кристалл» Электросталь (2002/03 — 2005/06), «Химик» и «Химик-2» (обе — Мытищи), «Кристалл» и «Кристалл-2» (все — 2006/07), «Амур» Хабаровск (2007/08), «Кристалл» Электросталь (2008/09), «Химик» Воскресенск (2008/09 — 2009/10), «Амур» (2009/10), в ВХЛ за «Крылья Советов» (2010/11), «Титан» Клин (2011/12 — 2012/13), «Сарыарку» Караганда (2013/14), «Кубань» (2014/15), ТХК, «Дизель» и «Спутник» Нижний Тагил (все — 2015/16), «Ермак» (2016/17), в чемпионате Польши за «Подхале» Новы-Тарг, в Азиатской хоккейной лиге за «Сахалин» (2018/19).
Окончил МГАФК. Тренер в школе «Кристалла».